# Gynocardia odorata
Giang tím bịu (tên khoa học: Gynocardia odorata) là một loài thực vật có hoa trong họ Achariaceae, trước đây được xếp trong họ Flacourtiaceae. Loài này được Robert Brown mô tả khoa học đầu tiên năm 1820.

## Hình ảnh

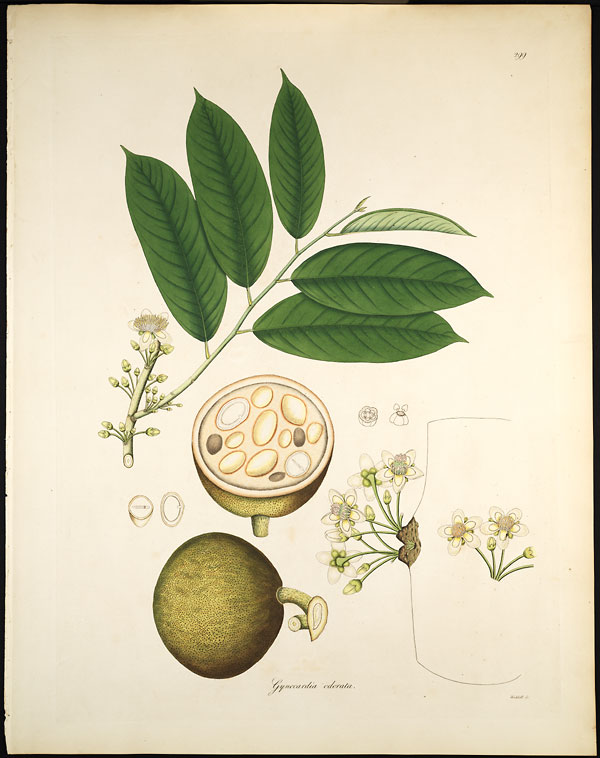